# Герофіл
Герофіл (грец. Ηρόφιλος, кінець IV — перша половина III століття до н. е) — давньогрецький анатом і хірург. Першим почав проводити систематичні розтини трупів людини для вивчення анатомії.

## Загальні відомості
Народився в Халкедоні (Віфінія). Онук Арістотеля, учень філософа-стоїка Хрісіппа і знаменитого лікаря Праксагора. Значну частину життя провів в Александрії. Ім'я Герофіл часто згадують разом з ім'ям його сучасника Ерасистрата. Обидва вважали, що центром нервової системи є головний мозок, і розрізняли «чутливі» і «рухові» нерви.
Герофіл залишив багато праць по всіх розділах медицини, включаючи офтальмологію, кардіологію і акушерство. У коментарях до творів Гіппократа ним описані оболонки ока, будова шлунково-кишкового тракту, кровопостачання і морфологія оболон головного мозку, основні риси будови різних частин серцево-судинної системи. Проводячи розтини, Герофіл вперше вивчив синусний стік (torcular Herophili), де сходяться всі судини потиличної частини голови. Він залишив найточніші для свого часу описи чоловічих і жіночих статевих органів.
Найбільш відомі роботи Герофіла з дослідження пульсу. Він першим визначив його частоту, вказав на діагностичне значення цього параметра. Спостерігаючи за пульсом під час систоли і діастоли (скорочення і розслаблення серця), відзначаючи його частоту, наповнення, ритмічність і стабільність, він робив медичні висновки. Визначав ритм пульсації крові в артеріях, порівнював різні види пульсу з музичними ритмами, дав кожному типу пульсу спеціальну назву. Одна з цих назв, «галопуючий пульс», збереглася до наших днів.